# オールパシフィック王座
オールパシフィック王座は、全日本女子プロレスが管理、WWWAが認定していた王座。

## 歴史
1977年、全日本女子プロレスが初の海外遠征でハワイに行った記念でハワイアンパシフィック王座を創設。9月1日、全日本女子ニール・ブレイズデル・センター大会で行われた初代王座決定戦に勝利した池下ユミが初代王者になった。12月、ロサンゼルスで行われたWWWAの総会で全日本女子の企画広報部長である小川宏の提案で王座名をオールパシフィック王座に変更。
ベルト部分の色から「白いベルト」と呼ばれている。
WWWA世界シングル王座につぐ格を持つ王座と位置づけられてオールパシフィック王座を足がかりにWWWA世界シングル王座を獲得した選手も数多かった。
2005年4月17日、全日本女子の解散により封印。

## 歴代王者
| 歴代   | 選手               | 戴冠回数 | 獲得日付       | 獲得場所 （対戦相手・その他）                                                          |
| ------ | ------------------ | -------- | -------------- | -------------------------------------------------------------------------------------- |
| 初代   | 池下ユミ           | 1        | 1977年9月1日   | ハワイ州ホノルル ジェーン・オブライエン 1978年に負傷のため返上                         |
| 第2代  | チャベラ・ロメロ   | 1        | 1978年5月20日  | 大宮スケートセンター マキ上田                                                          |
| 第3代  | マキ上田           | 1        | 1978年8月9日   | 日本武道館 1979年2月27日に引退のため返上                                               |
| 第4代  | トミー青山         | 1        | 1979年9月27日  | 大阪府立体育館 レイラニ・カイ 1980年2月21日に負傷のため返上                            |
| 第5代  | 池下ユミ           | 2        | 1980年2月21日  | 愛知県体育館 ルーシー加山                                                              |
| 第6代  | ミミ萩原           | 1        | 1981年2月25日  | 横浜文化体育館 1981年8月29日にWWWA世界タッグ王座に専念するため返上                     |
| 第7代  | ジャンボ堀         | 1        | 1982年1月12日  | 千葉公園体育館 ワイルド香月 1982年6月15日にWWWA世界タッグ王座に専念するため返上        |
| 第8代  | ジュディ・マーチン | 1        | 1982年10月5日  | 大阪府立体育館 大森ゆかり                                                              |
| 第9代  | ミミ萩原           | 5        | 1982年11月4日  | 姫路厚生会館 1983年11月26日に引退のため返上                                            |
| 第10代 | デビル雅美         | 1        | 1984年4月1日   | 後楽園ホール ジュディ・マーチン 1985年12月12日にWWWA世界シングル王座を獲得したため返上 |
| 第11代 | 長与千種           | 1        | 1986年4月15日  | 両国国技館 ダンプ松本                                                                  |
| 第12代 | レイラニ・カイ     | 1        | 1986年8月25日  | 後楽園ホール                                                                           |
| 第13代 | 長与千種           | 2        | 1987年4月27日  | 大阪府立体育会館 1989年5月6日に引退のため返上                                          |
| 第14代 | ブル中野           | 1        | 1989年6月18日  | 後楽園ホール 西脇充子                                                                  |
| 第15代 | 立野記代           | 1        | 1989年11月13日 | 足利市民体育館                                                                         |
| 第16代 | アジャコング       | 1        | 1990年4月30日  | 一宮GSSセンター                                                                        |
| 第17代 | みなみ鈴香         | 1        | 1990年6月17日  | 後楽園ホール 1990年6月17日に反則勝ちを理由に返上                                       |
| 第18代 | 豊田真奈美         | 1        | 1990年10月7日  | 後楽園ホール バイソン木村                                                              |
| 第19代 | みなみ鈴香         | 2        | 1991年3月17日  | 後楽園ホール                                                                           |
| 第20代 | 北斗晶             | 1        | 1991年4月29日  | 大田区体育館                                                                           |
| 第21代 | みなみ鈴香         | 3        | 1991年10月4日  | 後楽園ホール                                                                           |
| 第22代 | バイソン木村       | 1        | 1991年10月26日 | 富山市体育館                                                                           |
| 第23代 | 井上京子           | 1        | 1992年6月5日   | 旭川市総合体育館常磐分館                                                               |
| 第24代 | 北斗晶             | 2        | 1992年11月26日 | 川崎市体育館 1993年8月に負傷のため返上                                                 |
| 第25代 | 山田敏代           | 1        | 1993年11月28日 | 大阪城ホール 豊田真奈美                                                                |
| 第26代 | 井上京子           | 2        | 1994年3月27日  | 横浜アリーナ                                                                           |
| 第27代 | 豊田真奈美         | 2        | 1994年8月24日  | 日本武道館                                                                             |
| 第28代 | 山田敏代           | 2        | 1995年3月26日  | 横浜アリーナ                                                                           |
| 第29代 | 堀田祐美子         | 1        | 1995年9月24日  | 川崎市体育館 1996年5月にWWWA世界シングル王座と総合格闘技戦に専念するため返上           |
| 第30代 | レジー・ベネット   | 1        | 1996年6月22日  | 札幌中島スポーツセンター 伊藤薫                                                        |
| 第31代 | 井上貴子           | 1        | 1996年11月21日 | ワールド記念ホール                                                                     |
| 第32代 | 井上京子           | 3        | 1997年1月20日  | 大田区体育館 1997年5月11日の伊藤薫戦が引き分けだったことを理由に返上                   |
| 第33代 | 井上貴子           | 2        | 1997年6月18日  | 札幌中島スポーツセンター 山田敏代                                                      |
| 第34代 | ZAP-T              | 1        | 1998年4月21日  | 後楽園ホール                                                                           |
| 第35代 | 前川久美子         | 1        | 1998年5月5日   | 後楽園ホール                                                                           |
| 第36代 | 紅夜叉             | 1        | 1998年11月29日 | 後楽園ホール                                                                           |
| 第37代 | 前川久美子         | 2        | 1999年2月26日  | 後楽園ホール                                                                           |
| 第38代 | 日向あずみ         | 1        | 2000年2月11日  | 後楽園ホール                                                                           |
| 第39代 | 渡辺智子           | 1        | 2000年7月15日  | フジテレビ屋上庭園                                                                     |
| 第40代 | 前川久美子         | 3        | 2001年9月16日  | 大田区体育館 2001年10月24日の中西百重戦後に返上                                        |
| 第41代 | 中西百重           | 1        | 2002年2月24日  | 横浜文化体育館 2002年9月8日にWWWA世界シングル王座に専念するため返上                    |
| 第42代 | noki-A             | 1        | 2002年10月20日 | 川崎市体育館                                                                           |
| 第43代 | 納見佳容           | 1        | 2002年12月22日 | 川崎市体育館                                                                           |
| 第44代 | 西尾美香           | 1        | 2004年7月18日  | 後楽園ホール                                                                           |
| 第45代 | Hikaru             | 1        | 2004年11月7日  | 後楽園ホール                                                                           |
| 第46代 | ライオネス飛鳥     | 1        | 2005年2月20日  | 児玉町民体育館 2005年2月20日にHikaruの負傷による勝利を理由に返上 2005年4月17日封印     |

## チャンピオンベルトのデザイン
1981年2月25日、チャンピオンベルトが紛失したため、タイトルマッチは全日本ジュニア王座のチャンピオンベルトを代用していた。同年、新調されたチャンピオンベルトは「勝利の女神」をモチーフにしてベルトのウエストサイズはミミ萩原に合わせて作られた。これは王者になった萩原が「オールパシフィックは私の恋人」と発言して、自身のイメージカラーである白になるなど彼女を象徴しているチャンピオンベルトとなっていたからである。